# جک شوارتزمن
جک شوارتزمن (به انگلیسی: Jack Schwartzman) (زاده ۱۶ ژوئیهٔ ۱۹۳۲ - درگذشته ۱۵ ژوئن ۱۹۹۴) تهیه‌کننده آمریکایی بود.
او پدر جیسون شوارتزمن بود.